# 大韓民国海軍特殊戦旅団
大韓民国海軍特殊戦旅団 (だいかんみんこくかいぐんとくしゅせんりょだん、ハングル: 대한민국 해군 특수전여단、英：Republic of Korea Naval Special Warfare Flotilla/Special Warfare Flotilla) とは、大韓民国海軍の特殊部隊。略称はROKNSWF。海上作戦のみならず陸戦能力も有していて、必要に応じて敵地での破壊工作や偵察任務に従事する事もある。
アメリカ海軍の特殊部隊Navy SEALsが創設に関わった経緯からROKN UDT/SEALs（Republic of Korea Naval Underwater Demolition Team/SEa Air Land、韓国海軍UDT/シールズ）とも呼ばれる。現在でも在韓米軍を通じた本家シールズとの関わりは緊密で定期的な共同訓練(JCET）を行っており、隊員をシールズ水中破壊工作基礎訓練課程（BUD/S）やアメリカ海軍水中爆発物処理訓練課程（EOD）へ留学させている。

## 概要

### 編成
2015年現在、韓国は北朝鮮との対峙を目的として徴兵制を維持している国家の一つである。よって隊員は兵役中の兵卒、職業軍人である下士官と士官から選抜が行われて訓練課程に送られる。訓練課程は幾つかの区分に分かれているが、その中でも中心となるBUD/S（水中破壊工作基礎訓練課程、Basic Underwater Demolition School)は上述のシールズ水中破壊工作基礎訓練課程（BUD/S）における研修に基き、シールズ式の訓練内容で実施される。
入隊水準は厳しく志願者の60%-70%が途中で選抜課程から外される。訓練課程を修了した隊員は下記の4部隊のいずれかに配属される。
- 海軍特殊戦旅団（Navy Special Warfare Flotilla）[1]
  - 特殊作戦部隊（Special warfare squadron）
  - 掃海作戦部隊（Mine Warfare Squadron）
  - レスキュー部隊（Rescue squadron）
  - 船舶回収ユニット(Ship Salvage Unit、SSU)

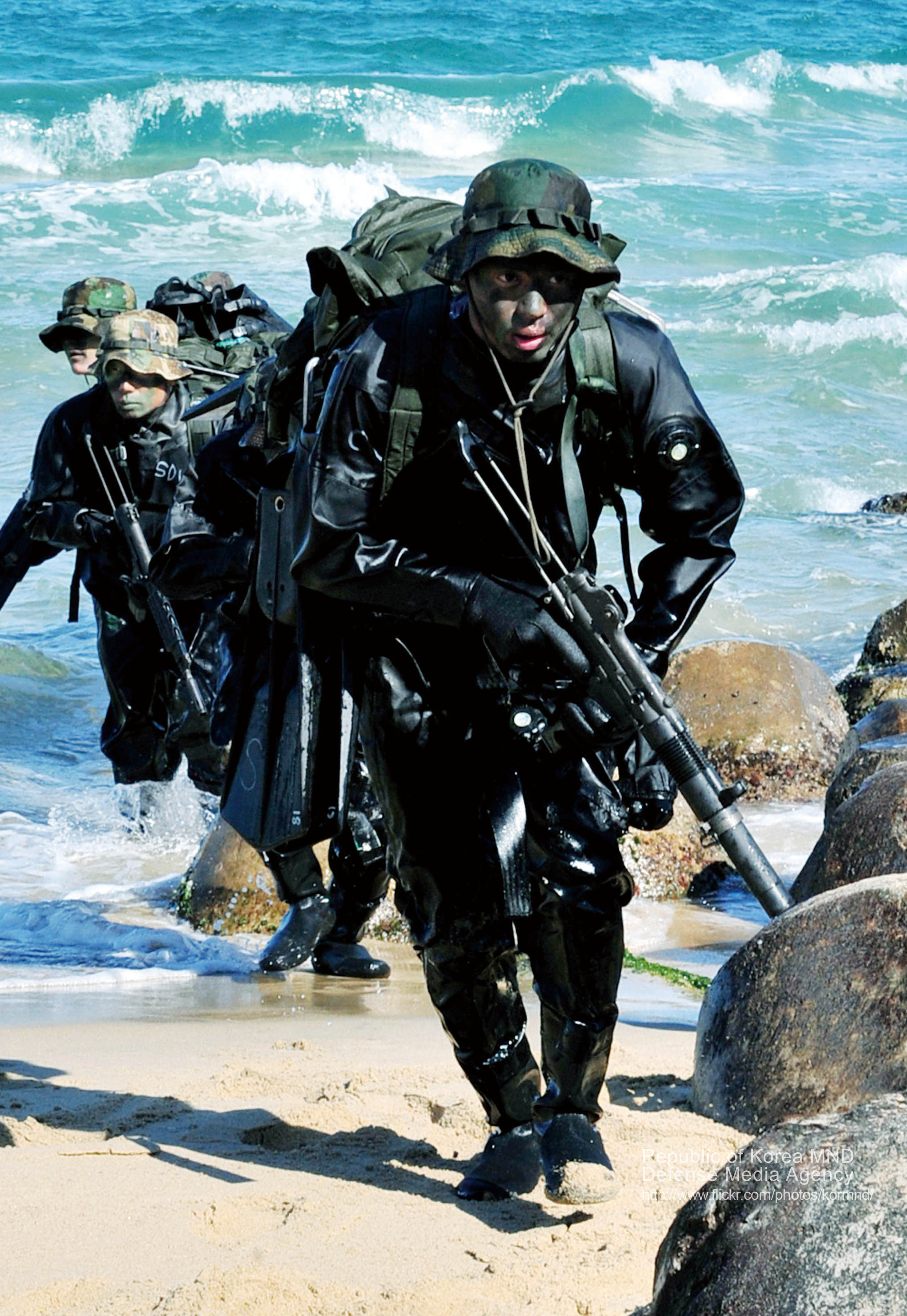
上陸訓練を行う隊員
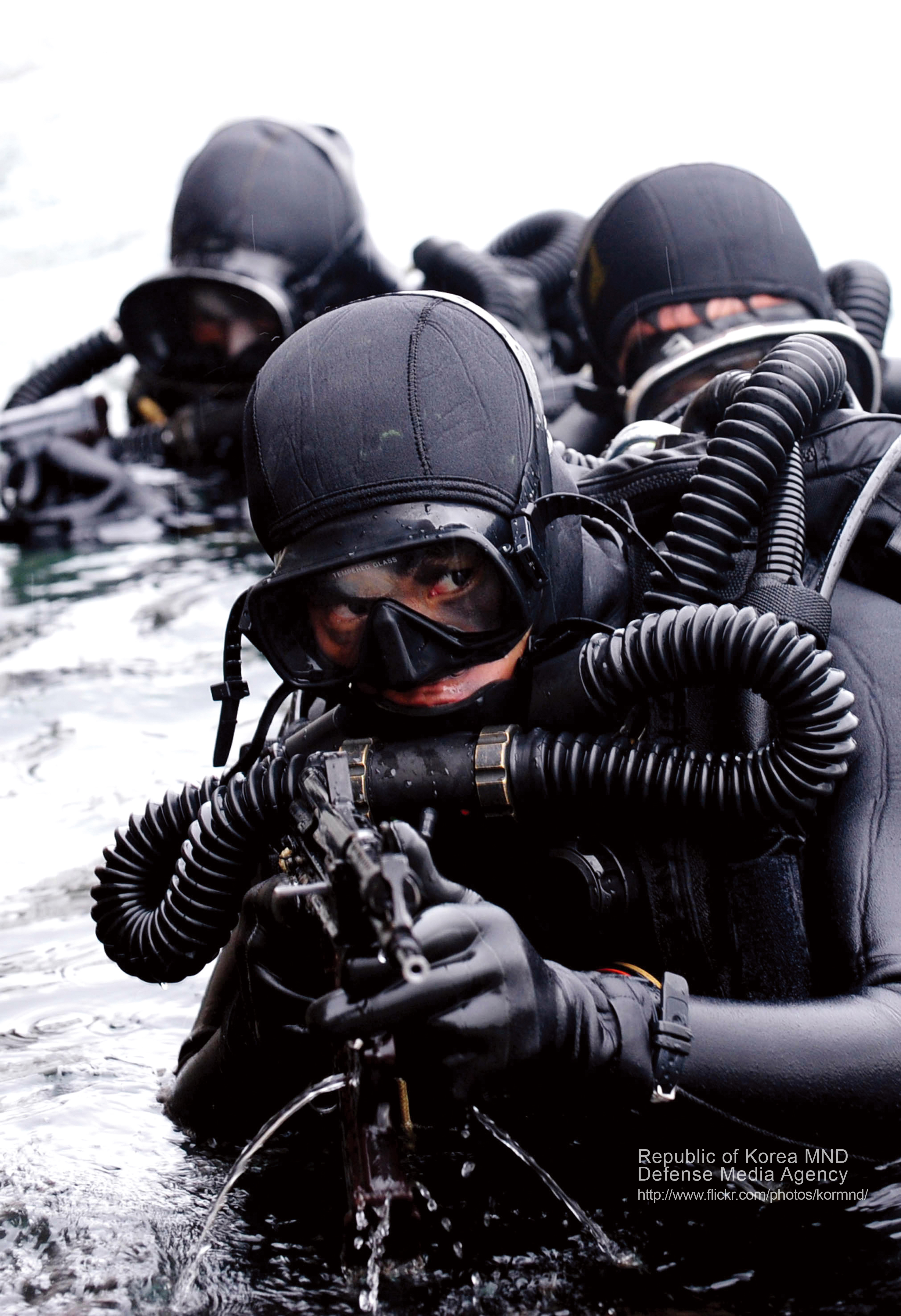
潜水装備を身に着けた隊員
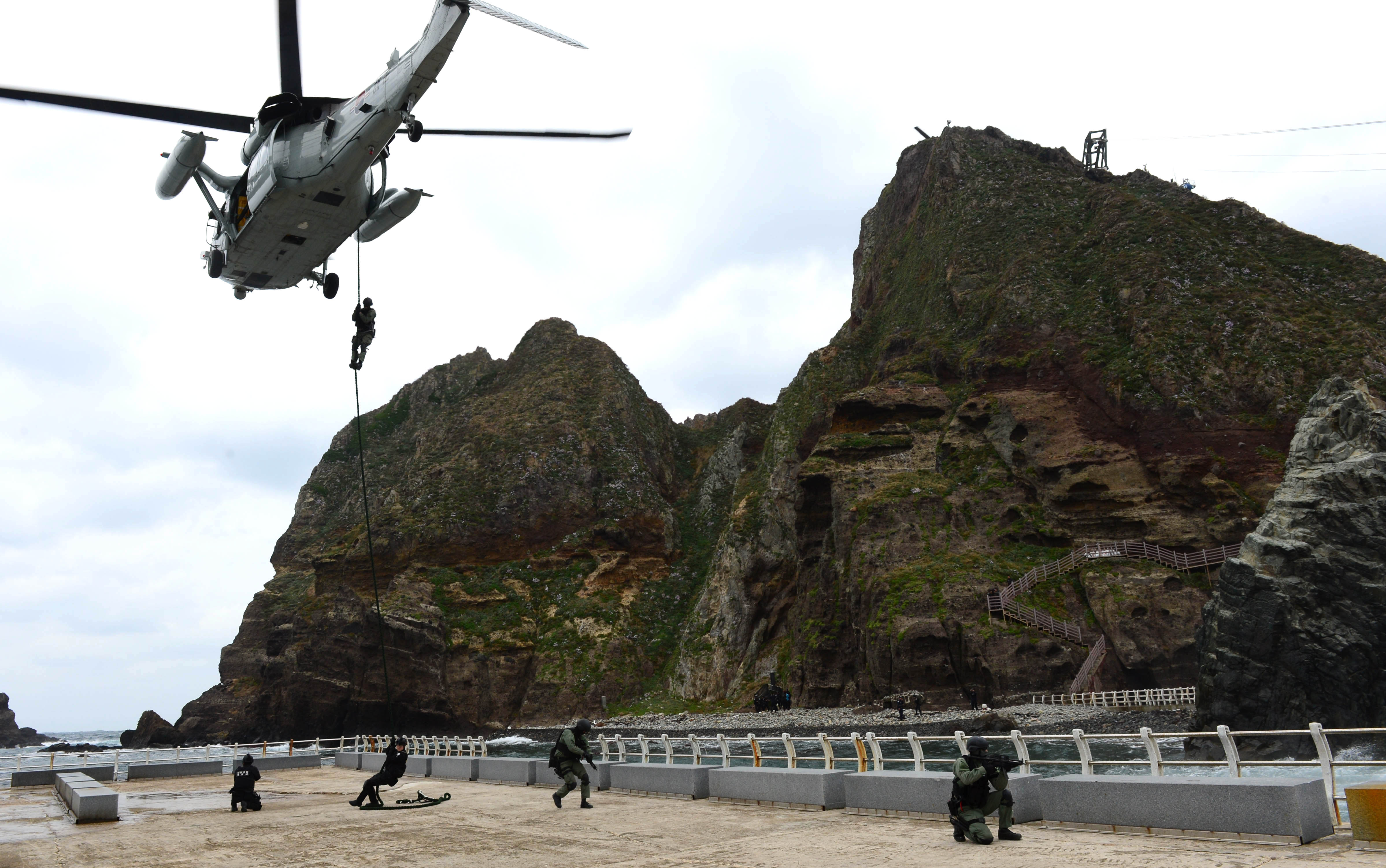
2013年に行われた竹島防衛訓練に参加するROKNSWF
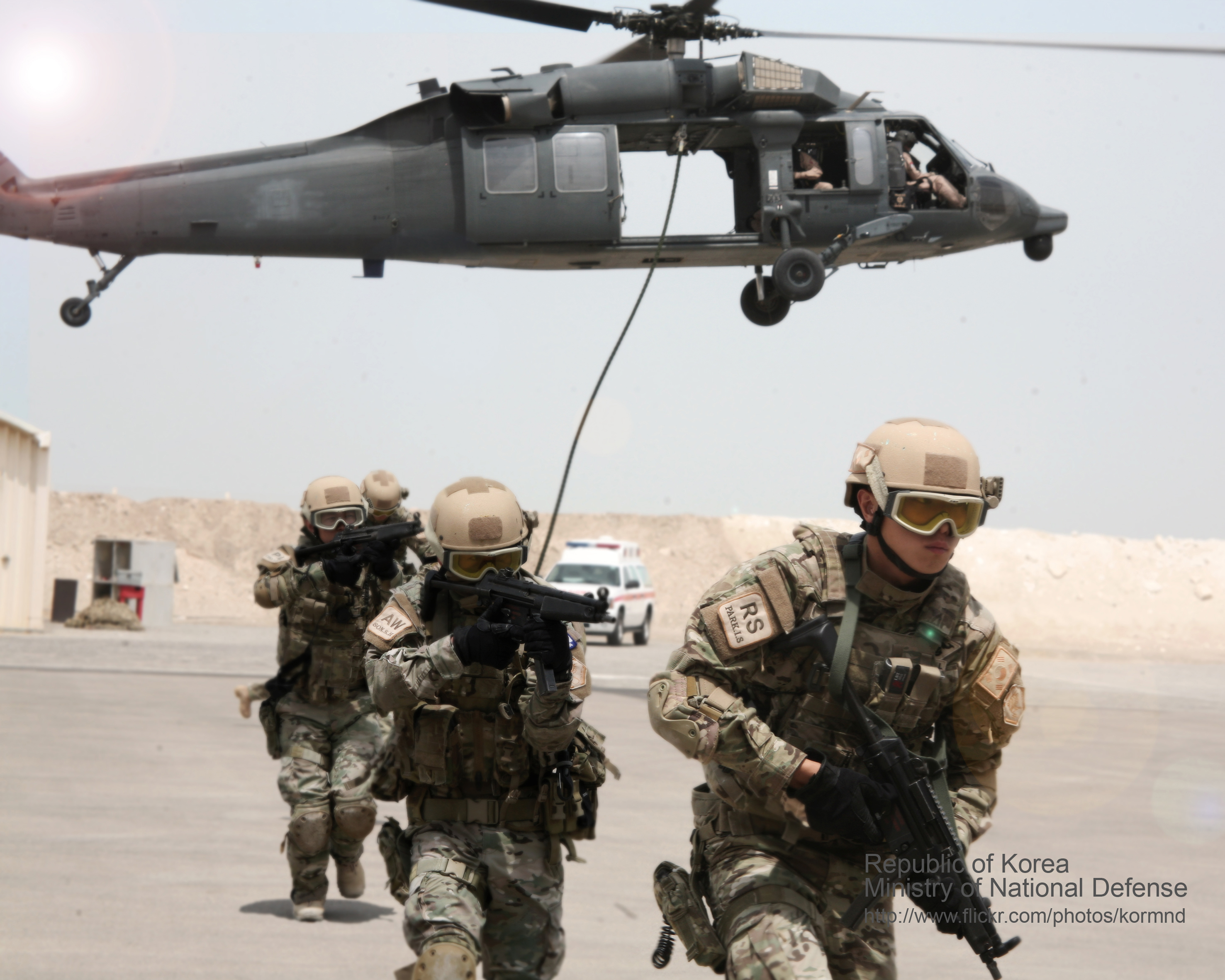
UAEに展開するROKNSWFのヘリコプターと隊員

### 装備
銃火器は国産兵器と輸入兵器の双方が使用されている。他に大韓民国陸軍の特殊部隊である第707特殊任務大隊と並んで、軍内で最初期にハイテクノロジー装備が配備されている。
- 自動式拳銃
  - K5
  - ベレッタM92
  - SIG SAUER P226
- アサルトライフル
  - K1
  - K2
  - H&K HK416
- サブマシンガン
  - K7
  - H&K MP5
- 機関銃
  - K3
- 狙撃銃
  - L96A1
  - SR-25

## 歴史
部隊の歴史は古く、1948年にアメリカ陸軍の対敵諜報部隊（CIC）が創設直後の韓国軍内に編成した特殊部隊を前身とし、北朝鮮に対する諜報・防諜作戦に従事している。
1955年11月25日、朝鮮戦争を経て韓国海軍（ROKN）内の水中爆破処理を専門とする掃海部隊として再編され、海軍特殊戦旅団（Republic of Korea Naval Special Warfare Flotilla/Special Warfare Flotilla、ROKNSWF）の名称を与えられた。当時、アメリカはアジア海域における西側諸国の海軍力を向上させる為、積極的にアメリカ海軍の特殊部隊UDT、UDTを前身とするNavy SEALsを同盟国海軍に派遣して海軍特殊部隊の編成を推進していた。ROKNSWFもUDTとNavy SEALsの要員によって隊員選抜と訓練が行われた事からROKNSWFはROKN UDT/SEALsの通称で呼ばれている。韓国海軍のROKNSWFと同じ経緯で創設された部隊としてタイ王国海軍UDAユニット（Underwater Demolition Assault Unit、通称Royal Thai Navy SEALs）、フィリピン海軍特殊作戦グループ（Naval Special Operations Group、通称Philippine Navy SEALs）がある。
1968年12月、EOD（水中爆発物処理班）として改編された後、1970年代にベトナム戦争へ投入されて実戦経験を積んだ。1976年1月に正式に海軍特殊部隊として編成されてそれまでのEODは再びUDTの部隊名称で部隊の1部門となり、その後は段階的に軍事特殊作戦、対テロリズム作戦の各部門を整備して総合的な作戦能力を獲得した。1980年代は主に本国と隣接する北朝鮮に対する偵察任務や破壊工作に従事した。その他、北朝鮮工作員による対南工作事案などにも頻繁に投入され、1968年に起きた、青瓦台襲撃未遂事件において、青瓦台へ侵入したゲリラの掃討作戦を実施している。冷戦崩壊後は陸軍の第707特殊任務大隊が担当していた対テロ作戦にROKNSWFも投入された。1996年に発生した江陵浸透事件に出動し、国内に潜入した朝鮮人民軍の特殊部隊を掃討する任務に当たっている。1998年、北朝鮮軍のユーゴ型潜水艇が拿捕された際にも出動している。
2009年、ソマリア沖の海賊問題に対して韓国海軍が編成した清海部隊（청해부대、Cheonghae Anti-piracy Unit）の中心としてソマリアに派遣され、2011年にアグスタウェストランド リンクスを使用したタンカーの奪還作戦に成功している（アデン湾の黎明作戦）。2013年、竹島（独島）で行われた軍事演習に参加した。2014年、セウォル号沈没事故の救援活動に出動している。

### 「アデン湾の黎明」
2011年1月21日、ソマリア北東に1,300キロのインド洋上にて、ソマリアの海賊に乗っ取られていた韓国籍のケミカルタンカーの人質救出作戦を実施。海賊8人を射殺、5人を拘束し、タンカー船員21人全員を救出した。人質と韓国海軍側に死者はなかった
この作戦の過程で人質の船長は海賊の放ったAK47の弾三発、特殊部隊の放ったピストルの9ミリ弾かMP5の消音弾とみられる弾一発が当たり、海賊の弾が大腸や肝臓のある腹部を貫通して、これが生死にかかわる傷となった。特殊部隊の弾は船長の右脇から摘出され、右脇に負った銃創から15センチほど切開してうみを取り除いた後、炎症を起こして壊死した組織を切除する手術が行われた。特殊部隊の放った弾丸は直接当たったものではなく、壁か床を跳ねて当たった跳弾であった。
人質救出作戦実行前、韓国軍は在韓米軍に協力要請をしているが、それに対する米軍関係者の第一声は「コメントのしようがない」であり、続けて韓国政府が決定を下したのならもちろん支援するが、海賊と人質が分離されていない状況での救出作戦はリスクが大きすぎるため作戦の実行は簡単には勧められない、とその趣旨を述べた。一方、韓国側でも李明博大統領は最終的な作戦実行指示を出す前に人命被害発生の可能性について尋ねると韓国軍関係者は一人二人の犠牲は甘受すべきかもしれないと答えている。また、安全保障関係部処の高官は、より多くの犠牲者が発生する事態を想定して、実際そうなった場合に備えて「国民向け声明」をあらかじめ準備していたともされる。
この作戦を支援したオマーン海軍のライシ司令官は「韓国海軍特殊部隊は電光石火のごとく、一人の犠牲者も出さず完璧に作戦を遂行し、見事に成功した。本当に勇敢で優秀な部隊だと感じた」「韓国は自国の海軍特殊部隊を誇りに思うべきだ」、などと賞賛した。オマーンの英字日刊紙「マスカット・デイリー」は1面トップで人質救出作戦を「韓国の特殊部隊要員は、非常に珍しく大胆な『急襲』を展開、海賊8人を射殺、船員21人を救出した」と報じた。アメリカのヘリテージ研究所のブルース・クリンガー専任研究員は米軍事専門誌「DoD Buzz」に1月24日に寄せた寄稿文で、「今回の作戦は“ブラボーズール（Bravo Zulu 成功した作戦を意味する米海軍の俗語）”という賛辞を聞くに値する」と述べ、クリンガー研究員は、韓国が公海上で初めての軍事作戦を、それもかなり難度の高い作戦を成功的に遂行したと評価した。 彼は韓国海軍特殊部隊に賛辞を贈るだけではなく、危険な作戦の実行を決断した李明博大統領も認められると述べた。
日本の軍事雑誌SATマガジンにおいて、飯柴智亮は完璧な作戦と賞賛している。

## 登場する作品
- 天軍 (2005)
- メダル・オブ・オナー ウォーファイター
- Sweet Home -俺と世界の絶望-